# Polyrhachis dohrni
Polyrhachis dohrni é uma espécie de formiga do gênero Polyrhachis, pertencente à subfamília Formicinae.